# Rozsdástorkú cinege
A rozsdástorkú cinege (Parus fringillinus) a verébalakúak (Passeriformes) rendjébe, ezen belül a cinegefélék (Paridae) családjába tartozó kis termetű, 12 centiméter hosszú madárfaj. Kenya és Tanzánia száraz hegyvidéki szavannáin él. Rovarok mellett magokat, gyümölcsöket is fogyaszt. Költését januártól szeptemberig figyelték meg, de nem kizárt, hogy egész évben költ.

## Külső hivatkozások
- Parus fringillinus
- Parus fringillinus